# بوليط مبيض
بوليط مبيض (الاسم العلمي:Boletus albidus) هو نوع الفطريات يتبع جنس البوليط من الفصيلة البوليطية.